# Gmina Sidra
Die Gmina Sidra ist eine Landgemeinde im Powiat Sokólski der Woiwodschaft Podlachien in Polen. Ihr Sitz ist das gleichnamige Dorf mit etwa 730 Einwohnern.

## Gliederung
Zur Landgemeinde Sidra gehören folgende Dörfer mit einem Schulzenamt:
Bieniasze
Bierniki
Bierwicha
Chwaszczewo
Holiki
Jacowlany
Jałówka
Jurasze
Makowlany
Nowinka
Ogrodniki
Podsutki
Poganica
Pohorany
Potrubowszczyzna
Racewo
Romanówka
Siderka
Sidra
Siekierka
Słomianka
Staworowo I
Staworowo II
Szostaki
Śniczany
Wólka
Zalesie
Zwierżany
Weitere Orte der Gemeinde sind:
Andrzejewo
Dworzysk
Gudebsk
Jakowla
Jałówka (osada)
Kalinówka
Kalwińszczyzna
Klatka
Kniaziówka
Krzysztoforowo
Kurnatowszczyzna
Ludomirowo
Majewo
Majewo Kościelne
Olchowniki
Putnowce
Stefanowo
Szczerbowo
Wandzin
Władysławowo
Zacisze
Zelwa